# Anthonomus spilotus
Anthonomus spilotus är en skalbaggsart som beskrevs av Ludwig Redtenbacher 1849. Anthonomus spilotus ingår i släktet Anthonomus, och familjen vivlar. Det är osäkert om arten förekommer i Sverige.